# Guisy
Guisy település Franciaországban, Pas-de-Calais megyében. Lakosainak száma 273 fő (2022. január 1.). Guisy Marconnelle, Bouin-Plumoison, Aubin-Saint-Vaast és Hesdin-la-Forêt községekkel határos.

## Népesség
A település népességének változása:
| Lakosok száma | 278  | 269  | 280  | 270  | 271  | 273  | 270  | 270  | 273  |
|               | 2013 | 2015 | 2016 | 2017 | 2018 | 2019 | 2020 | 2021 | 2022 |